# Œneo
Œneo (anciennement Sabaté-Diosos) est une société française, spécialisée en tonnellerie et bouchage du vin.

## Histoire
Le groupe est issu du rapprochement, en 2001, de la société Sabaté, spécialiste du bouchage de vin et Diosos, leader sur le marché des fûts de chêne.
Fin décembre 2019, Oeneo annonce vouloir quitter la bourse de Paris afin d'échapper aux contraintes de publications des sociétés cotées. La famille Hériard-Dubreuil a créé la société Caspar dans l'optique de procéder à une OPA lui permettant de contrôler intégralement Oeneo.
La société Caspa ouvre l'OPA du 6 au 19 février 2020 au prix de 13,50 euros par action. En réponse, Polygon Global Partners a déclaré à l'AMF avoir dépassé le 18 février, les seuils de 10% du capital et des droits de vote d'Oeneo. Ce faisant la société d'investissement newyorkaise ôte à Caspar la possibilité de demander un retrait obligatoire.

## Activités
Œneo produit et commercialise des produits de tonnellerie (fûts, tonneaux, cuves, foudres) et produits alternatifs (poudres, copeaux, staves) sous la marque Seguin Moreau, ainsi que des produits de bouchage sous les marques Diam et Piedade.

## Actionnaires
Au 28 août 2020
| Nom                            | %      |
| Caspar                         | 71,59% |
| Polygon Global Partners LLP    | 10,15% |
| Kempen Capital Management N.V. | 4,3%   |
| Oeneo (auto détention)         | 0,5%   |